# Kathrin Schweizer
Pour les articles homonymes, voir Schweizer.
Kathrin Schweizer, née le 19 mai 1969 (originaire de Muttenz), est une personnalité politique suisse, membre du Parti socialiste (PS).
Elle est membre du gouvernement du canton de Bâle-Campagne depuis juillet 2019, à la tête du département de la sécurité.

## Biographie
Kathrin Schweizer naît le 19 mai 1969. Elle est originaire de Muttenz, dans le canton de Bâle-Campagne. Elle a une sœur cadette.
Elle grandit à Muttenz et y réside toujours.
Elle fait des études de biologie, puis obtient un diplôme postgrade dans le domaine de l'environnement. Elle dirige ensuite pendant dix ans l'association Pro Velo des deux Bâle, avant  de travailler comme urbaniste pour le département des travaux publics et des transports du canton de Bâle-Ville.
Elle est mariée.

## Parcours politique
Elle fait ses premiers pas en politique à la fin des années 1990, dans divers organes communaux. Elle adhère au Parti socialiste en 2004.
Elle est ensuite élue en 2007 au Landrat, où elle est le chef du groupe socialiste de 2011 à 2015. Ses thèmes de prédilection au parlement cantonal sont les questions de transport, de finances et d'économie. Elle siège par ailleurs de 2015 à 2019 au Conseil communal (exécutif) de Muttenz.
Elle est candidate au Conseil national en octobre 2011 et octobre 2015. Première des candidats non élus lors de cette dernière élection, elle annonce toutefois en mars 2018 renoncer à succéder à la démissionnaire Susanne Leutenegger Oberholzer pour se porter candidate au Conseil d'État de son canton.
Elle est élue le 31 mars 2019 au Conseil d'État, permettant à son parti de retrouver un siège au gouvernement, perdu quatre ans plus tôt. Elle est la troisième mieux élue et la première femme de gauche à y siéger. Elle prend la tête de la direction de la sécurité le 1er juillet 2019.